# Legătura Nord-Sud (Bruxelles)
Legătura Nord-Sud a orașului Bruxelles este o conexiune majoră de infrastructură alcătuită din două tuneluri feroviare situate între gările Bruxelles-Nord și Bruxelles-Sud: Linia 0, traseul pe care circulă trenurile NMBS/SNCB, și tunelul axei Nord-Sud a premetroului, prin care circulă tramvaiele MIVB/STIB.
Linia 0, în lungime de 3,8 km, a fost inaugurată pe 4 octombrie 1952, în prezența regelui Baudouin I.

## Gări de pe traseu
- Bruxelles-Nord (12 peroane);
- Bruxelles-Congrès / Congres (4 peroane);
- Bruxelles-Central (6 peroane);
- Bruxelles-Chapelle / Kapellekerk (4 peroane);
- Bruxelles-Sud (19 peroane);